# هنري بالدوين (لاعب كرة قاعدة)
هنري بالدوين (بالإنجليزية: Henry Baldwin)‏ هو لاعب كرة قاعدة أمريكي، ولد في 13 يونيو 1894 في Chadds Ford Township, Pennsylvania ‏ في الولايات المتحدة، وتوفي في 24 فبراير 1964 في وست تشستر ‏ في الولايات المتحدة.